# Эйсбруннер, Станислав Борисович
Станислав Борисович Эйсбруннер (17 марта 1934, Канск, Восточно-Сибирский край — 10 мая 1999, Иркутск) — советский игрок в хоккей с мячом, защитник и левый полузащитник. Неоднократный чемпион СССР по хоккею с мячом. Мастер спорта СССР (1955).

## Биография
Воспитанник юношеской команды «Авангард» (Иркутск), занимался хоккеем с мячом с 1949 года, когда переехал в Иркутск из Канска. В 1951 году начал выступать на взрослом уровне за «Динамо» (Иркутск).
В 1953 году перешёл в ОДО (Свердловск). В его составе становился неоднократным чемпионом (1956, 1959, 1960) и серебряным призёром (1955, 1957) чемпионата страны. В 1954—1955 годах также сыграл два матча за футбольную команду ОДО в классе «Б». В сезоне 1957/58 был отдан в аренду в «Металлург» (Первоуральск), с которым занял второе место в турнире первой лиги.
В 1956 году выступал за вторую сборную СССР на международном турнире в Москве, стал победителем турнира. Однако больше в сборную не вызывался, по собственному предположению — из-за «невыездной» немецкой фамилии.
В 1960 году вернулся в Иркутск и до 1968 года выступал за местный «Локомотив», в том числе в сезоне 1961/62 был играющим тренером, много лет был капитаном. В 1968—1973 годах — играющий тренер «Металлурга» (Братск).
Всего в высшей лиге за команды Иркутска и Свердловска сыграл 227 матчей и забил 9 голов.
После окончания спортивной карьеры работал в Иркутске машинистом поезда.
Скончался в Иркутске 10 мая 1999 года на 66-м году жизни.

## Личная жизнь
Внук Максим (род. 1986) играл в хоккей с мячом на профессиональном уровне.